# Euphorbia decidua
Euphorbia decidua là một loài thực vật có hoa trong họ Đại kích. Loài này được P.R.O.Bally & L.C.Leach mô tả khoa học đầu tiên năm 1975.

## Hình ảnh

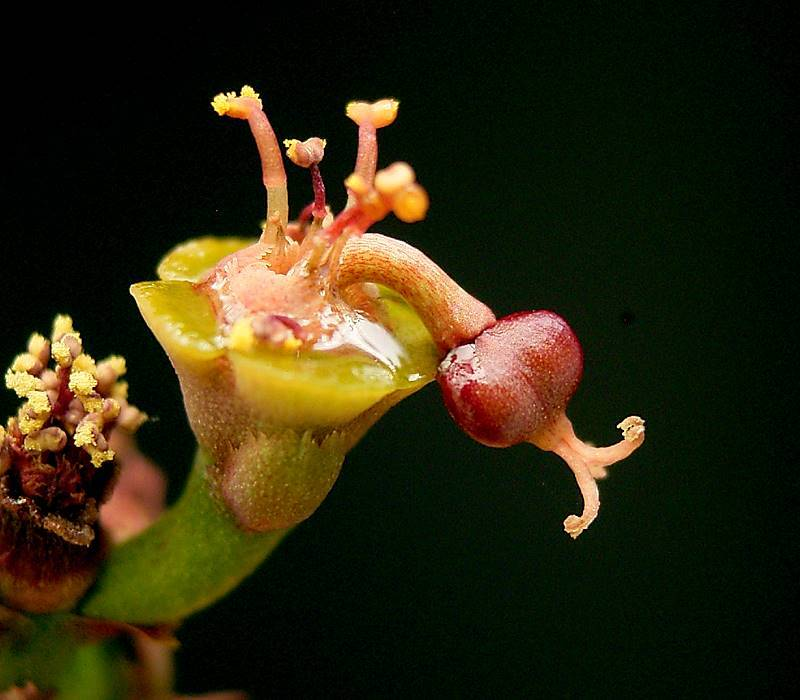